# Atlantoserolis menziesi
Atlantoserolis menziesi är en kräftdjursart som först beskrevs av Robert Raymond Hessler 1970.  Atlantoserolis menziesi ingår i släktet Atlantoserolis och familjen Serolidae. Inga underarter finns listade i Catalogue of Life.